# Трипартитна класификация на властта
Макс Вебер разграничава три идеални типа на легитимно господство:
1. харизматична власт (герой или религиозен водач),
2. традиционна власт (патриарси, патримонализъм, феодализъм) и
3. правна власт (модерна правова държава, бюрокрация).

Тези три типа са идеални и рядко са в тяхната чиста форма. Макс Вебер устойчиво се позовава на тази своя концепция в различни свои трудове, а нарочното й изложение е направено в постмъртно издадена кратка студия.
Румен Даскалов пояснява, че терминът "господство" (Herrschaft) набляга на политическия аспект на властта докато самaта тя (Macht) се разбира "в един по широк и аморфен смисъл".
Така, това е власт, която е легитимирана от онези, които ѝ подлежат. Според Вебер тези форми се появяват в ред, който е системен и свързан с развитието – суверенната държава преминава от етапа на харизматично господство, към традиционно, и стига до етапа на държава с рационално-правно господство, което е и характеристика на модерната либерална демокрация.
1. ↑  напр. Политиката като Призвание в Вебер М., Ученият и политикът, София : Microprint, 1993; Вебер М., Социология на Господството и Социология на Религията. София: УИ, 1992, с. 65; Даскалов Р., Въведение в социологията на М. Вебер, София: СУ 1993, с. 123.
2. ↑  Weber M., Die drei reinen Typen der  legitimen Herrschaft. Eine soziologische Studie., Preußische Jahrbücher, 1922, pdf (Reclams Universal Bibliothek, 2019);
3. ↑  Даскалов Р. в Вебер М., Социология на Господството и Социология на Религията. София: УИ, 1992, с. 520.

|  | Тази страница частично или изцяло представлява превод на страницата Tripartite classification of authority в Уикипедия на английски. Оригиналният текст, както и този превод, са защитени от Лиценза „Криейтив Комънс – Признание – Споделяне на споделеното“, а за съдържание, създадено преди юни 2009 година – от Лиценза за свободна документация на ГНУ. Прегледайте историята на редакциите на оригиналната страница, както и на преводната страница, за да видите списъка на съавторите. ВАЖНО: Този шаблон се отнася единствено до авторските права върху съдържанието на статията. Добавянето му не отменя изискването да се посочват конкретни източници на твърденията, които да бъдат благонадеждни. |